# Anolis nelsoni
Anolis nelsoni är en ödleart som beskrevs av  Barbour 1914. Anolis nelsoni ingår i släktet anolisar, och familjen Polychrotidae. Inga underarter finns listade i Catalogue of Life.
Ödlan förekommer endemisk på Islas del Cisne och på en annan mindre ö i Karibiska havet som tillhör Honduras. Den vistas i låglandet. Anolis nelsoni klättrar på träd, på kalkstensklippor och på murar. Den vistas i torra skogar och trädgårdar. Arten har främst myror som föda som kompletteras med andra ryggradslösa djur.
Flera exemplar dödas av introducerade katter. Utbredningsomrdet är 4 km² stort. IUCN listar arten som akut hotad (CR).